# 刘楼镇 (东明县)
刘楼镇，是中华人民共和国山東省菏泽市东明县下辖的一个乡镇级行政单位。

## 行政区划
刘楼镇下辖以下地区：
春亭村、千户庄村、孟庄村、宋庄村、邓王庄村、李集村、南庞庄村、刘楼村、黄固村、东程楼村、苏集村、任庄村、徐集村、焦楼村、小路店村、刘官营村、西营村、赵庄村、半坡杨村、小辛庄村、张庄村、耿堂村、唐庄村、李庄村、于庄村、平岗营村、吕庄村、姚庄村、刘店村和黄小屯村。